# Kathleen Glynn
Kathleen Glynn (* 10. April 1958 in Flint, Michigan) ist eine US-amerikanische Grafik-Designerin und Film-Produzentin. Seit 1989 ist sie Eigentümerin und Chefproduzentin der Dog Eat Dog Films Inc.
Glynn war von 1990 bis 2013 mit Michael Moore verheiratet. Mit ihm produzierte sie Filme wie Roger & Me (1989) und andere Dokumentarfilme. Ihre Fernsehshow TV-Nation wurde mit dem Emmy ausgezeichnet.
Bei Moores Buch Adventures in a TV Nation, das in Deutschland unter dem Titel Hurra Amerika! erschien, fungierte sie als Co-Autorin.
Kathleen Glynn lebt mit ihrer Familie in Michigan und New York City. Sie hat eine Tochter aus einer früheren Beziehung.